# Biokemi

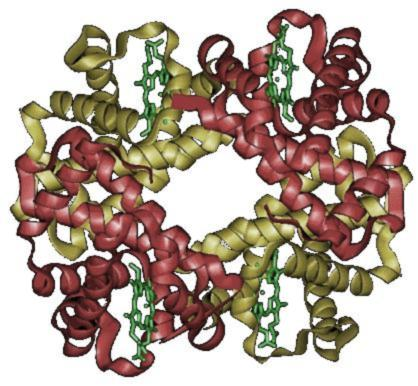
Schematisk bild av proteinet hemoglobin.

Biokemi är den del av kemin som studerar de molekyler och kemiska processer som förekommer i levande organismer. Hit hör bland annat ämnesomsättningen och en del av genetiken (molekylärbiologi).
De livsformer som finns på jorden idag har alla ett gemensamt ursprung, vilket syns bland annat i att deras grundläggande kemiska processer är mycket lika. Detta gäller även detaljer som man skulle förvänta sig kan väljas slumpmässigt, till exempel valet av höger- eller vänstergeometri vid sammanfogning av många molekyltyper. Man vet inte om helt andra biokemiska system skulle vara möjliga. 
Antalet olika molekyler i organismerna är mycket stort, men de flesta är uppbyggda på ett regelbundet sätt genom sammanfogning av ett stort antal små byggstenar. Biokemin undersöker hur dessa byggstenar är uppbyggda, hur de bildas, och vilka kemiska egenskaper och vilken betydelse för cellen de har. 
En viktig del av biokemin är att studera proteiners egenskaper, i synnerhet hur de fungerar som enzymer. Cellens metabolism och det endokrina systemet har också beskrivits utförligt. Andra delområden i biokemin är den genetiska koden, proteinsyntes, molekyltransport över cellmembran och kemisk signalering mellan celler.

## Biokemi och andra ämnesområden
Inom kemin är biokemin nära släkt med den organiska kemin. Den organiska kemin fick ursprungligen sitt namn för att området studerade just de kemiska föreningar som förekom i levande organismer, men breddades senare till alla kolföreningar. Biokemin växte till stor del fram som ett eget ämnesområde inom kemin i början av 1900-talet till följd av förbättrade möjligheter att genomföra kemiska analyser och bestämma egenskaper hos molekyler, även stora biomolekyler.
Biokemin, som räknas som en del av kemin, är nära släkt med molekylärbiologin, som räknas som en del av biologin. Även biologi och biofysik, särskilt den delen som kallas molekylär biofysik, är nära besläktade ämnesområden.

## Kemiska ämnesgrupper inom biokemin
Biokemin studerar hur de olika molekylerna i cellen fungerar. Det handlar till exempel om: 
- Aminosyror som bygger upp proteiner
- Kolhydrater
- Lipider
- Proteiner
- Nukleinsyror